# 福澤直樹
福澤 直樹（ふくざわ なおき、1962年8月10日 - ）は、日本の経済学者、歴史学者。専門は西洋経済史。名古屋大学大学院経済学研究科教授。名古屋大学出版会理事。社会経済史学会理事。社会政策学会奨励賞受賞。

## 人物・経歴
愛知県生まれ。桐朋高等学校を経て、1985年名古屋大学経済学部経済学科卒業。中田英雄名古屋市副市長とはともに大学祭実行委員を務めたときからの友人。1987年名古屋大学大学院経済学研究科博士前期課程修了。1992年名古屋大学大学院経済学研究科博士後期課程単位満了。
この間、文部省学生国際交流制度派遣留学生及びダイムラー・ベンツ財団奨学生として1987年から92年までアルベルト・ルートヴィヒ大学フライブルク大学院経済学研究科に留学し、1992年名古屋大学経済学部助手。1993年アルベルト・ルートヴィヒ大学フライブルク経済学博士（Doctor rerum politicarum）。1994年日本学術振興会特別研究員。
同年名古屋大学経済学部講師。1998年名古屋大学経済学部助教授。2007年名古屋大学大学院経済学研究科准教授。2008年パダボーン大学経済学部客員教授。2013年名古屋大学大学院経済学研究科教授。同年社会政策学会奨励賞受賞。2017年社会経済史学会理事。2018年名古屋大学大学院経済学研究科長・経済学部長。名古屋大学出版会理事、政治経済学・経済史学会理事等も務めた。ドイツ社会政策史専攻。

## 著書
- "Staatliche Arbeitslosenunterstuetzung in der Weimarer Republik und die Entstehung der Arbeitslosenversicherung" Frankfurt a. M. 1995年
- 『新自由主義と戦後資本主義 : 欧米における歴史的経験』（廣田功, 秋富創, 松田紀子, 伊藤カンナ, 工藤芽衣, 廣田愛理, 岸清香, 伊藤武, 石原俊時, 石井聡と共著）日本経済評論社 2006年
- 『ドイツ社会保険史 : 社会国家の形成と展開』名古屋大学出版会 2012年
- 『近代ヨーロッパの探求 : 福祉』（高田実, 中野智世, 長谷川貴彦, 田中拓道, 岡本造史, 辻英史, 石原俊時, 勝田由美, 高橋一彦, 鶴見太郎と共著）ミネルヴァ書房  2012年

### 編集
- 『世界経済の歴史 : グローバル経済史入門』（金井雄一, 中西聡と共編）名古屋大学出版会 2020年